# Pollein
Pollein é uma comuna italiana da região do Vale de Aosta com cerca de 1.397 habitantes. Estende-se por uma área de 15 km², tendo uma densidade populacional de 93 hab/km². Faz fronteira com Aosta, Brissogne, Charvensod, Quart, Saint-Christophe.

## Demografia
| Variação demográfica do município entre 1861 e 2011                               |
|                                                                                   |
| Fonte: Istituto Nazionale di Statistica (ISTAT) - Elaboração gráfica da Wikipedia |